# Easton (Connecticut)
Pour les articles homonymes, voir Easton.
Easton est une ville située dans le comté de Fairfield, dans l'État du Connecticut aux États-Unis. Lors du recensement de 2010, Easton avait une population totale de 7 490 habitants.

## Géographie
Selon le Bureau du Recensement des États-Unis, la superficie de la ville est de 28,66 milles carrés (74,23 km2), dont 27,42 milles carrés (71,02 km2) de terres et 1,24 milles carrés (3,21 km2) de plans d'eau (soit 4,3 %).

## Histoire
Easton devient une municipalité en 1845. Elle constituait jusqu'alors la partie est de Weston.

## Démographie
D'après le recensement de 2000, il y avait 7 272 habitants, 2 465 ménages, et 2 077 familles dans la ville. La densité de population était de 102,4 hab/km2. Il y avait 2 511 maisons avec une densité de 35,4 maisons/km2. La décomposition ethnique de la population était : 96,74 % blancs ; 0,22 % noirs ; 0,04 % amérindiens ; 2,02 % asiatiques ; 0,01 % natifs des îles du Pacifique ; 0,41 % des autres races ; 0,55 % de deux ou plus races. 1,76 % de la population était hispanique ou Latino de n'importe quelle race.
Il y avait 2 465 ménages, dont 42,3 % avaient des enfants de moins de 18 ans, 75,8 % étaient des couples mariés, 6,3 % avaient une femme qui était parent isolé, et 15,7 % étaient des ménages non-familiaux. 12,4 % des ménages étaient constitués de personnes seules et 6,2 % de personnes seules de 65 ans ou plus. Le ménage moyen comportait 2,95 personnes et la famille moyenne avait 3,23 personnes.
Dans la ville la pyramide des âges était 28,6 % en dessous de 18 ans, 3,6 % de 18 à 24, 27,2 % de 25 à 44, 27,3 % de 45 à 64, et 13,3 % qui avaient 65 ans ou plus. L'âge médian était 40 ans. Pour 100 femmes, il y avait 93,9 hommes. Pour 100 femmes de 18 ans ou plus, il y avait 92,0 hommes.
Le revenu médian par ménage de la ville était 125 557 dollars US, et le revenu médian par famille était $135 055. Les hommes avaient un revenu médian de $85 777 contre $51 528 pour les femmes. Le revenu par habitant de la ville était $53 885. 2,4 % des habitants et 1,9 % des familles vivaient sous le seuil de pauvreté. 2,0 % des personnes de moins de 18 ans et 1,0 % des personnes de plus de 65 ans vivaient sous le seuil de pauvreté.
| 1850  | 1860  | 1870  | 1880  | 1890  | 1900 |
| ----- | ----- | ----- | ----- | ----- | ---- |
| 1 432 | 1 350 | 1 288 | 1 145 | 1 001 | 960  |

| 1910  | 1920  | 1930  | 1940  | 1950  | 1960  |
| ----- | ----- | ----- | ----- | ----- | ----- |
| 1 052 | 1 017 | 1 013 | 1 262 | 2 165 | 3 407 |

| 1970  | 1980  | 1990  | 2000  | 2010  | - |
| ----- | ----- | ----- | ----- | ----- | - |
| 4 885 | 5 962 | 6 303 | 7 272 | 7 490 | - |